# 説得的定義
説得的定義（せっとくてきていぎ、persuasive definition）とは、メタ倫理学者のチャールズ・スティーブンソンが提唱した概念で、ある対象を記述する際に、なんらかの議論や見解を支持し相手を説得するために、特定の感情を呼び覚ますような語を目的にそって定義することをいう。
スティーブンソンによれば、倫理的判断というものはすべて自分の態度を表明することで相手の態度を変化させようという言語行為であり、説得的定義はその手段の一つである（情動主義も参照）。道徳的な議論において用いられる言葉の多くには、記述的意味と情動的意味という二つの意味がある。説得的定義は、情緒的意味（肯定・賞賛や否定・非難など）はそのままで、記述的意味を定義することによって相手を説得しようとする場合におこなわれる。
説得的定義でしばしば使われるのは、「自由」「教養」「愛」

など、一般に定義は曖昧だが一定の肯定的あるいは否定的な評価が結びついているような語（二次的評価語）である。説得的定義においては「本当の」「真の」という語がもちいられることがよく見うけられる。
スティーブンソン自身が『倫理と言語』第9章であげている会話は以下のようなものである。

A: あいつはまともな教育受けてないよ。それはあいつの話ぶりからわかるすぐにわかるね。書く文章は粗雑だし、歴史や文学を話題にするときも当たり前のばっかりだし、考え方はちゃんと訓練した知識人らしい繊細さや素養がない。あいつはまったく教養がないのははっきりしている。
B: 君の言うことはだいたいその通りだが、それでも僕は彼は教養人と呼びたいね。
A: 僕が挙げたあいつの特徴は、教養ってのの正反対で、教養っていう言葉の意味と矛盾してるだろ。
B: いやそんなことはないね。君は外面的なものばっかり強調していて、そりゃ「教養」の殻みたいなもんだよ。「教養」って言葉の本当の真実の意味では、想像的感受性と独創性を意味するんだよ。彼はこれならもってるだろ。僕たちみたいなもっといい教育を受けて有利な人間の大半より、彼がずっと深い教養をもってると言うのには、僕はまたったくためらいは感じないね。

この会話では、Bは「教養」という肯定的な含みのある言葉を再定義することによって、話題の対象になっている人物に対する好意的な感情・態度を引きおこそうとしている。

## 説得的定義に対する評価

### 否定的評価
リチャードロビンソンは、説得的定義は「良く言って間違い、悪くいって嘘」と結論している。

### 肯定的評価
カイムペレルマンは、「分割にもとづく議論法は古代レトリックの理論家の注意をほとんど引かなかったものである。しかしそれは、普通の考え方では解決できない問題を解くため現実在の諸要素を切り離して再構成する必要にせまられるあらゆる反省的思考にとって、根本的な重要性を持つものである。たとえば、それまで同じ資格で見られていたものを、実在と現象とに分割することが、常識的実在観に対する哲学的実在観を打ち出す第一歩だったのである。」 と肯定的に述べている。